# John Klemetsen
John Big John Klemetsen (19. januar 1938 – 31. oktober 2008) var en norsk musiker, bokser og boksetræner. Han var bedst kendt som manager for sønnen Ole Lukkøye Klemetsen.
Fra 1960 spillede Klemetsen i bandet Johnny Band, og i 1965-66 fik de stor succes med sangen Ola var fra Sandefjord.
John arbejdede tæt sammen med Ole Klemetsen under hans boksekarriere, og flyttede blandt andet med sønnen da han drog til USA for at blive professionel. John Klemetsens involvering i Lukkøyes karriere var til tider kontroversiel i boksemiljøet, blandt andet gik Ronald Larsen i bokseforbundet hårdt ud mod John og Oles oplæg under OL i Barcelona.
Efter at sønnens boksekarriere sluttede spillede John Klemetsen sammen med sønnerne Ole og Little John i bandet Team Klemetsen.
I 2008 udkom dokumentarfilm Blod & ære om samarbejdet mellem far og søn. John Klemetsen modtog i 2008 Norges Bokseforbunds Diplom for fortjenstfuldt arbejde indenfor norsk boksning.
Klemetsen døde den 31. oktober 2008 af kræft.

## Diskografi
- 1965: Ola var fra Sandefjord og Melankoli (af K. Fuchsberger-Tuss), Decca
- 1966: Pike fortell meg et eventyr (af Ejler Krahn og Knud Seehers tekst og melodi), Pass godt på ditt hjerte, Margarethe (Melodi og tekst af Jupp Schmits og Astor), Decca